# اورتل کشانژنتس دروگی
اورتل کشانژنتس دروگی (به لهستانی:  Ortel Książęcy Drugi) یک روستا در لهستان است که در گمینا بیاوا پودلاسکا واقع شده‌است.